# Soligny-les-Étangs
Soligny-les-Étangs település Franciaországban, Aube megyében. Lakosainak száma 259 fő (2022. január 1.). Soligny-les-Étangs Avant-lès-Marcilly, Bouy-sur-Orvin, Traînel és Trancault községekkel határos.

## Népesség
A település népessége az elmúlt években az alábbi módon változott:
| Lakosok száma | 196  | 133  | 146  | 196  | 230  | 243  | 239  | 246  | 250  | 259  |
|               | 1968 | 1982 | 1990 | 2006 | 2013 | 2015 | 2017 | 2019 | 2020 | 2022 |